# 方大智源科技
方大智源科技股份有限公司（简称方大智源科技），方大集团成员，创立于2003年，前称深圳市方大自动化系统有限公司（简称方大自动化）、方大智创科技有限公司（简称方大智创科技），是中国一家制造站台安全门系统的公司。

## 概述
方大智创科技前身是方大集团负责研究站台屏蔽门系统的部门，其为广州地铁1号线加装屏蔽门的项目，是中国大陆首条地铁旧线加装屏蔽门系统的项目。方大也因此主编了中国大陆首部屏蔽门产品标准《城市轨道交通站台屏蔽门》(CJ/T 236-2006)行业标准，该标准已在2007年3月1日由中华人民共和国建设部颁布实施。
截至2019年7月，方大屏蔽门系统已在全球41个城市的轨道交通中应用，市场占有率近五年连续居世界第一，是全球最大的地铁屏蔽门供应商。截至2019年12月，方大智创科技以其母公司方大集團為申報人，在中國大陸申報并拥有地铁站台屏蔽门专利257项，其中发明专利53项，计算机软件著作权4项，专利拥有量位居地铁屏蔽门行业世界第一。其为深圳地铁一号线（仅二期工程使用，一期工程的月台幕门使用的是奧的斯電梯公司的产品）制造的屏蔽门系统是中国大陆首个具有自主知识产权的站台屏蔽门系统。
方大自动化（方大智创科技前身）加装的臺北捷運第二期月台閘門是中国大陆第一个提供成套机电设备给台湾島内捷運系統的項目，也是台湾島内捷運系統首次使用中国大陆制造的月台閘門。
方大智创科技负责的港鐵沙中綫第二期建造月台幕門及東鐵綫加建自動月台閘門項目，是截至2020年全球单个合同金额最大（價值港幣511,666,066元）和全亚洲难度最大的地铁屏蔽门项目，也是内地首次給香港提供具有自主知识产权的屏蔽门系统。

## 項目

### 中国大陆
广州地铁
- 月台幕门

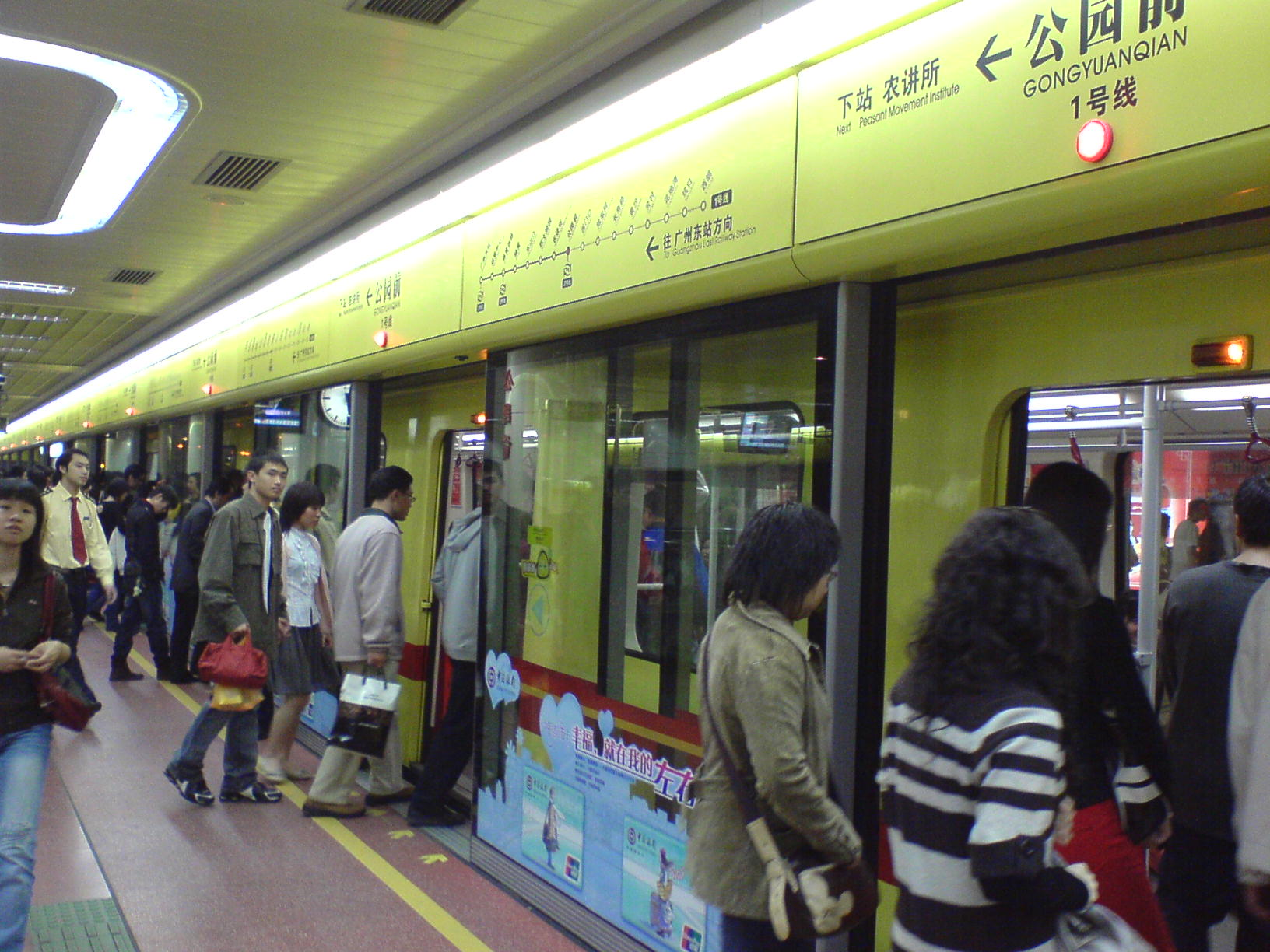
方大自动化负责加装的广州地铁1号线公园前站全高式月台門

  - 1号线：广州东站、体育中心站、体育西路站、杨箕站、东山口站、烈士陵园站、农讲所站、公园前站、西门口站、陈家祠站、长寿路站、黄沙站、芳村站
  - 3号线：广州东站、林和西站、体育西路站、珠江新城站、广州塔站、客村站、大塘站、沥滘站、厦滘站、大石站、汉溪长隆站、市桥站、番禺广场站
- 月台闸门
  - 1号线：花地湾站、坑口站、西塱站

北京地铁
- 月台闸门
  - 5号线：天通苑北站、天通苑站、天通苑南站、立水橋站、立水桥南站、北苑路北站、大屯路东站

深圳地铁
- 月台幕门

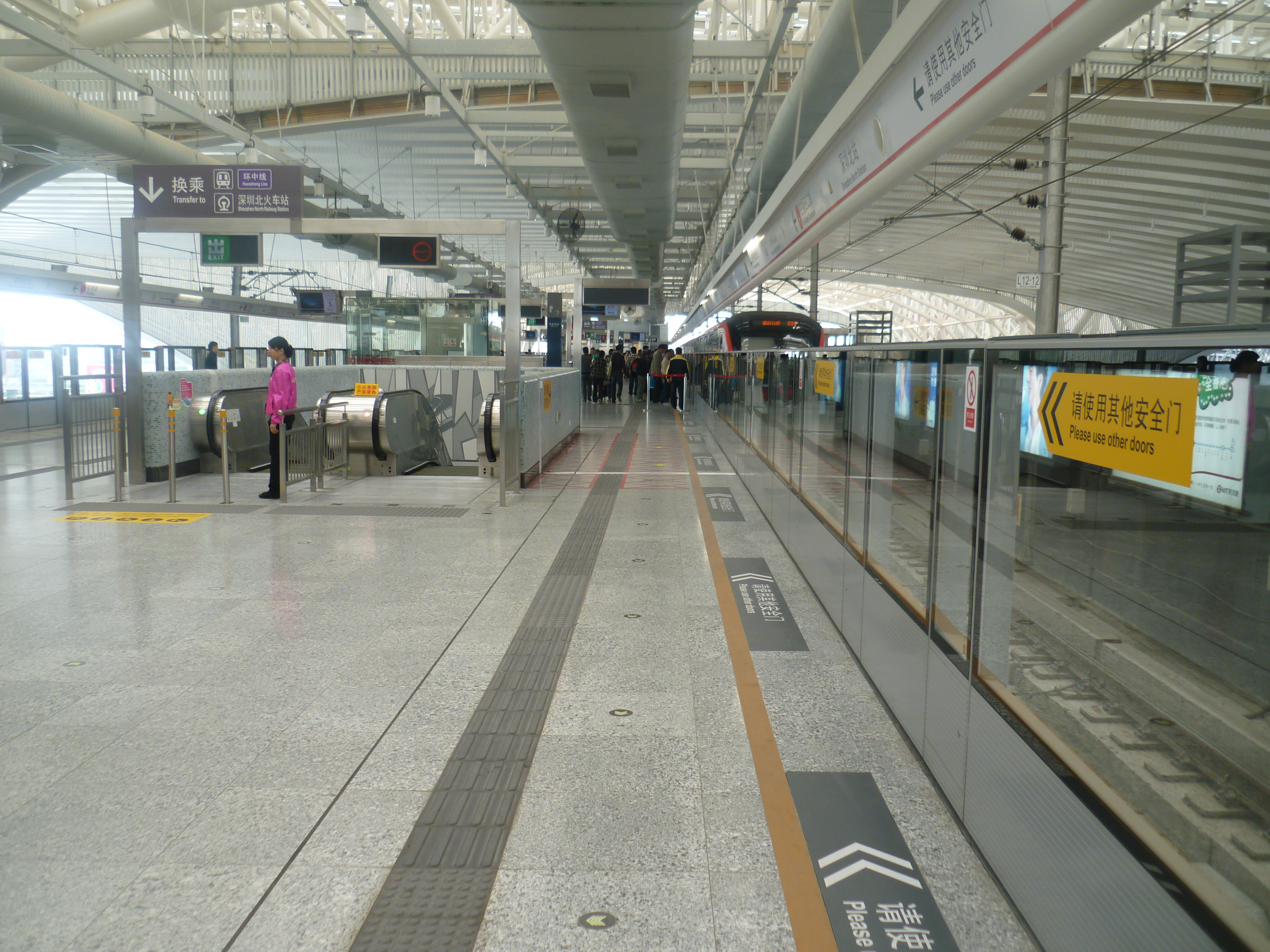
方大自动化制造的深圳地铁4号线深圳北站半高式月台門

  - 1号线：罗湖站、国贸站、老街站（僅现在使用的月台，非紧急疏散月台）、大劇院站、科學館站、華強路站、崗廈站、會展中心站、購物公園站、香蜜湖站、車公廟站、竹子林站、僑城東站、華僑城站、世界之窗站
  - 2号线：首期12个站、二期17个站、三期13个站[註 1]
  - 6号线：首期20个站、二期7个站
  - 9号线：首期22个站、二期10个站
  - 10号线：首期24个站
  - 11号线：首期地下段14個站、高架段4個站
- 月台闸门
  - 4号线：白石龙站、深圳北站、红山站、上塘站、龙胜站、龙华站、清湖站、清湖北站[14]

### 臺灣
臺北捷運
- 月台闸门

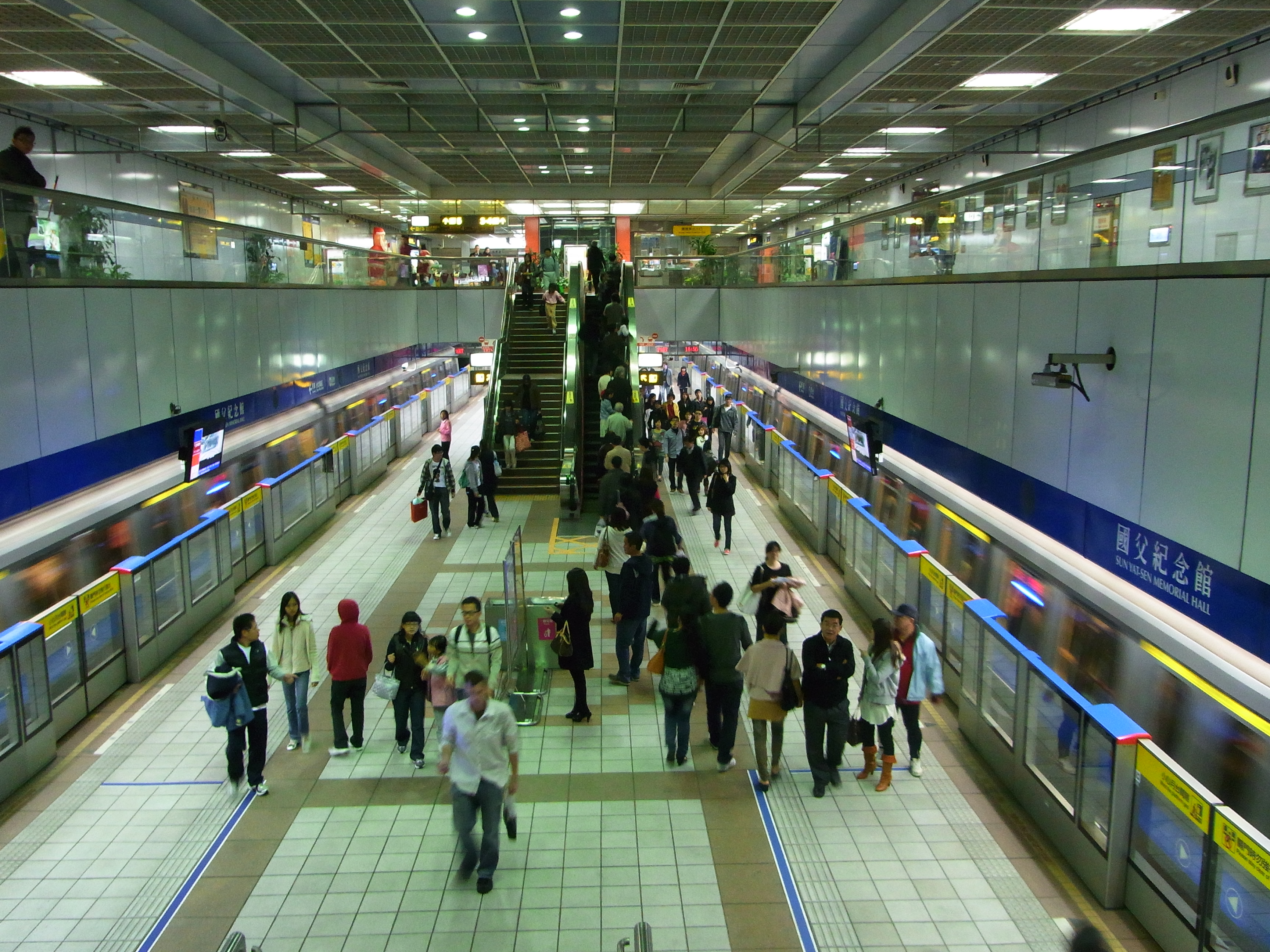
方大自动化制造的臺北捷運板南線國父紀念館站半高式月台門

  - 板南線：國父紀念館站、市政府站、忠孝新生站、西門站、忠孝敦化站、龍山寺站、新埔站、板橋站、南港站
  - 淡水信義線：圓山站、民權西路站、中正紀念堂站、中山站、劍潭站、淡水站
  - 松山新店線：西門站、古亭站、中正紀念堂站、公館站
  - 中和新蘆線：古亭站、頂溪站

### 香港
港鐵
- 月台幕门

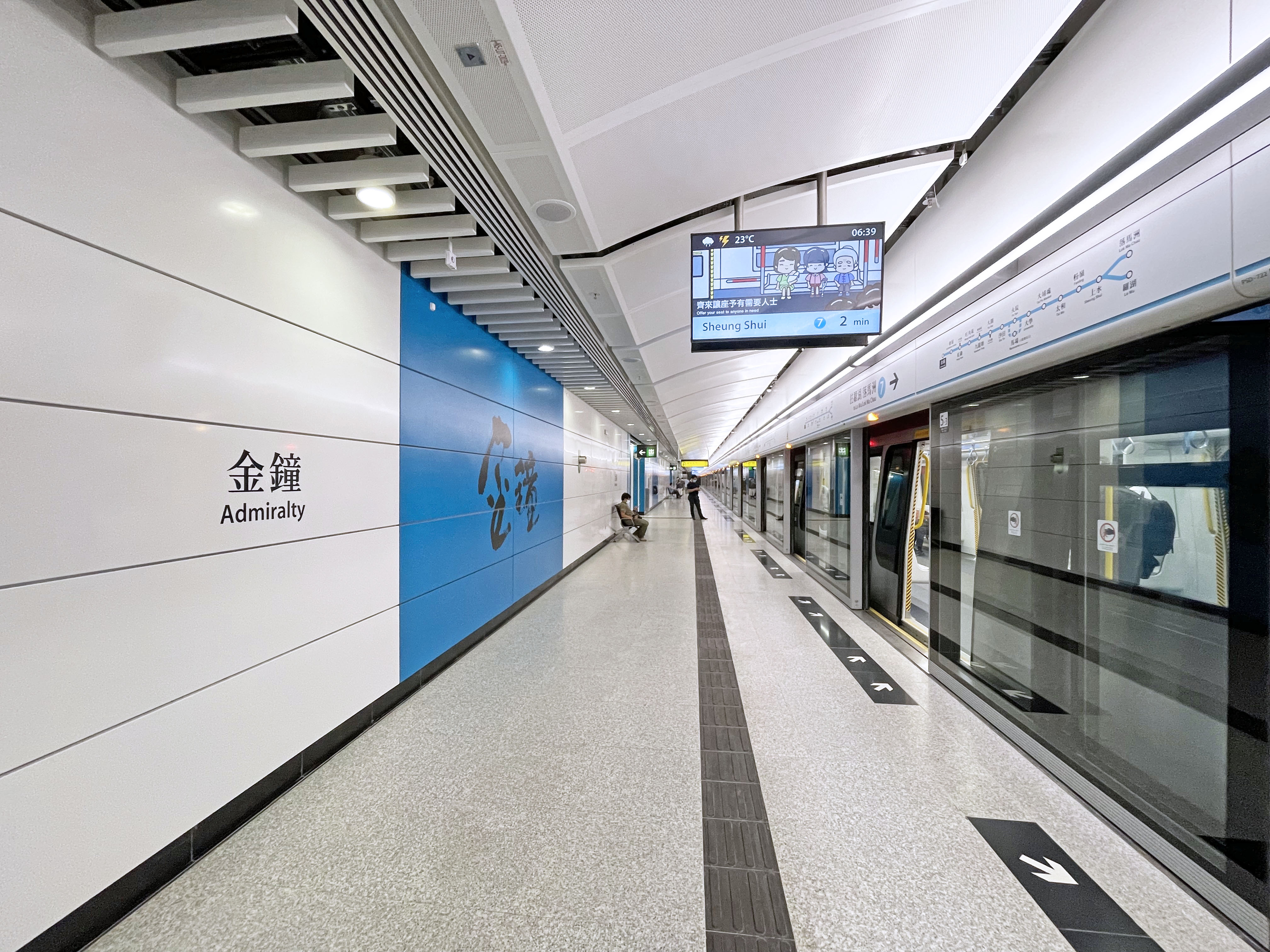
方大自动化制造的港鐵月台幕門（攝於金鐘站）

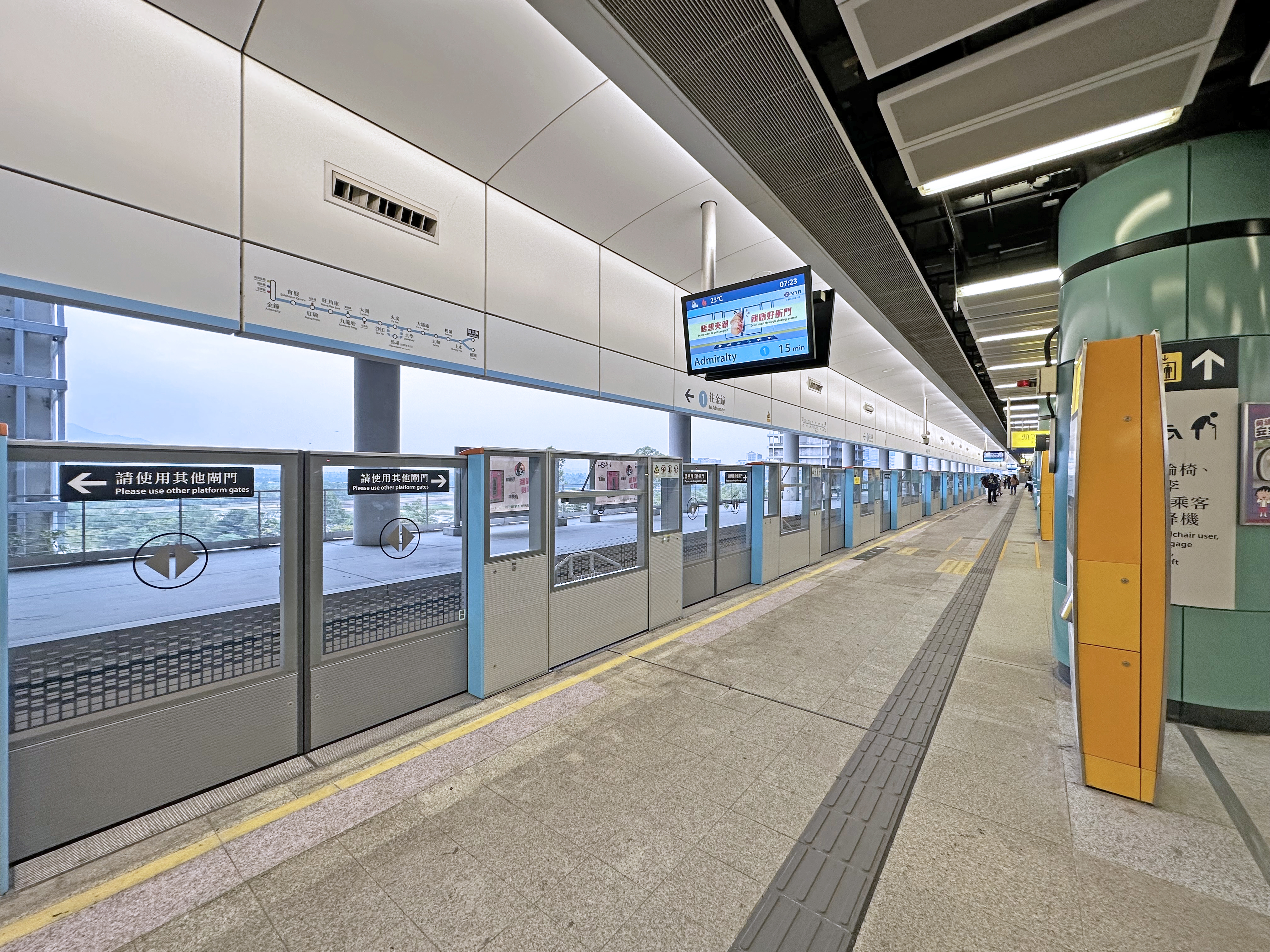
方大自动化制造的港鐵月台閘門（攝於落馬洲站）

  - 東鐵綫：金鐘站、會展站、紅磡站、古洞站
  - 屯馬綫：洪水橋站、第16區站
  - 東涌綫：小蠔灣站、東涌東站、東涌西站
- 月台闸门
  - 東鐵綫： 旺角東站、九龍塘站、大圍站、沙田站、火炭站、馬場站、大學站、大埔墟站、太和站、粉嶺站、上水站、羅湖站、落馬洲站
  - 屯馬綫：屯門南站

### 新加坡
新加坡地铁
- 月台闸门

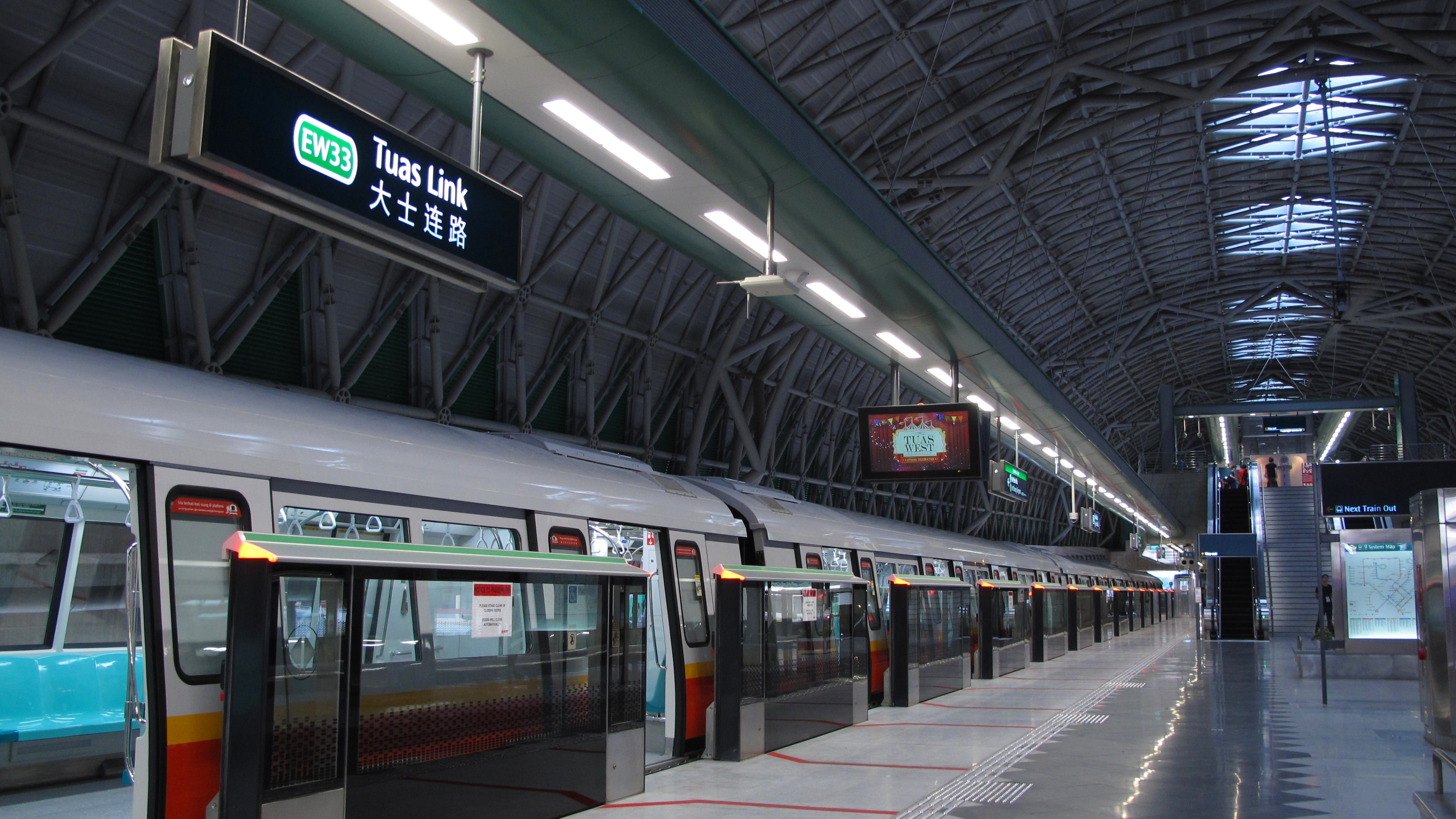
方大自动化制造的新加坡地铁东西线大士連路站半高式月台門

  - 东西线：大士連路站、大士西路站、大士彎站

圣淘沙捷运
- 月台闸门
  - 名勝世界站、英比奧站、海灘站

### 马来西亚
馬來亞鐵道通勤鐵路
- 巴生港线：11个站月台幕門，26个站月台閘門[20]

### 印度
- 月台闸门
  - 諾伊達地鐵：水藍線第一期全线21个站[20]

## 事件
2020年3月，方大智创科技有限公司因貨物出口申报內容與實際不符，被皇岗海关罰款人民幣2900元。

## 外部鏈接
- 官方网站 （页面存档备份，存于）（简体中文）